# Drago Bizjak
Drago Bizjak, slovenski urar, telovadec in športni delavec, * 1913, † 1999.
Bizjak je po drugi svetovni vojni začel oživljati telesnokulturno dejavnost v Sevnici, kjer je bil med ustanovitelji Telovadnega društva Partizan Sevnica. Kasneje je bil 37 let predsednik tega društva v katerem je načtoval, organiziral in vodil številne sekcije in dejavnosti. Za svoje zasluge je prejel več priznanj, med drugim leta 1983 Bloudkovo plaketo »za uspešno delo v organizaciji TVD Partizan«.